# Óbudai-sziget (quartier)
Óbudai-sziget ([ˈoːbudɒisigɛt]) est un quartier de Budapest situé dans le 3e arrondissement. Il est situé sur l'île éponyme du Danube (Óbudai-sziget). 